# 안톤 요제프 그루샤

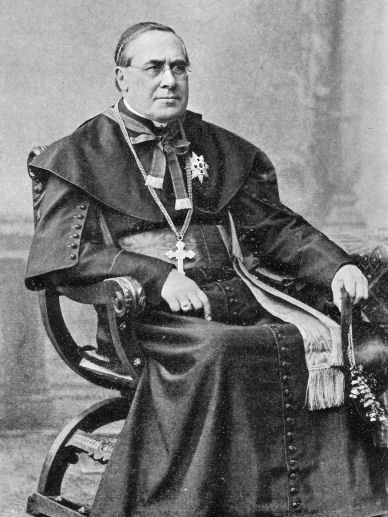
안톤 요제프 그루샤

안톤 요제프 그루샤(독일어: Anton Josef Gruscha, 1820년 11월 3일 - 1911년 8월 5일)는 오스트리아 가톨릭교회의 추기경이자 빈 대교구장 주교이다.
오스트리아 빈 태생인 그는 1839년 10월 31일 소품을 받았으며, 1842년 7월 9일 차부제품을 받았다. 1843년 5월 4일 사제품을 받았다. 빈 대학교에 입학한 그는 1849년 신학 박사학위를 받았다.
사제로 서품된 후 그는 빈 대교구 지역 중 성 레오폴도 본당에서 본당 신부로서 사목 활동을 하였다. 또한 테레지아 아카데미의 종교학 교수였으며 빈 대성당의 강론자이자 대학의 사목 신학을 가르치는 교수로도 활동하였다. 그리고 교황의 의전관 보조로 임명되기도 하였다.

## 주교
1878년 3월 28일 안톤 요제프 그루샤는 교황 레오 13세에 의해 카레의 교구장 주교 및 빈 대교구의 보좌주교로 임명되었다. 1890년 6월 23일에는 빈 대교구장이 되었다.

## 추기경
1891년 6월 1일 교황 레오 13세에 의해 안톤 요제프 그루샤는 산타 마리아 데즐리 안젤리 성당의 사제급 추기경에 서임되었다. 그는 1903년 교황 비오 10세가 선출된 콘클라베에 참석하였으며, 그곳에서 푸지나 추기경이 새 교황으로 선출되는 것을 반대한다는 프란츠 요제프 1세 황제의 거부권 행사를 반대하였다. 그루샤 추기경은 1911년에 선종하였다.